# The Walking Dead (strip)
The Walking Dead is een strip, bedacht en geschreven door Robert Kirkman, die maandelijks wordt uitgegeven. Elke uitgave telt ongeveer 32 pagina’s en wordt vanaf nummer 7 door Charlie Adlard getekend, voorheen was dit Tony Moore. De strips worden per zes gebundeld en uitgegeven in de vorm van een trade paperback, elk met een titel van drie woorden. Op de voorkant na is de strip in zijn geheel zwart-wit.
Het verhaal speelt zich af rond politieagent Rick Grimes, die na een coma ontwaakt in een post-apocalyptische wereld waarin de doden door een onbekende aanleiding weer tot leven zijn gekomen als zombies.
De strip heeft in 2010 een Eisner Award in de categorie Beste doorlopende serie gewonnen.
Op 3 juli 2019 kwam onverwacht de laatste uitgave uit.

## Verhaal

### Het begin
Tijdens een aanhouding met zijn collega Shane wordt politieagent Rick neergeschoten en raakt in een coma. Nadat hij ontwaakt, blijkt er een zombie-epidemie uitgebroken te zijn. Wanneer hij bij zijn oude huis aankomt, ontdekt hij dat een man genaamd Morgan Jones samen met zijn zoon Duane in het huis van zijn buren zit. Hij legt Rick uit wat er gebeurd is. Rick gaat op zoek naar zijn familie in Atlanta, Georgia. Hoewel de stad overspoeld is door zombies, komt hij Glenn tegen, die hem leidt naar een kamp vol met andere overlevenden. Het toeval wil dat zijn vrouw Lori en zoon Carl hier zijn, alsook zijn collega Shane. De andere overlevenden zijn een oudere man genaamd Dale, een man genaamd Jim de zussen Amy en Andrea, het echtpaar Allen en Donna met hun tweeling Ben en Billy, en Carol met haar dochter Sophia. Rick wordt door zijn goedaardigheid en zijn beroep als politieagent de de facto leider, tot tegenzin van Shane.
Daar het kamp dicht in de buurt van de stad is, wordt het aangevallen door zombies, waarbij Amy en Jim om het leven komen. Uiteindelijk besluit Rick dat er naar een veiligere plek gezocht moet worden. Shane is het hier niet mee eens en uit jaloezie probeert hij Rick te vermoorden. Hij wordt echter doodgeschoten door Carl. Shane wordt begraven en de groep trekt verder. Onderweg komt de groep een man genaamd Tyreese tegen, die met zijn dochter Julie en Julie's vriendje Chris rondtrekt. Hij wordt vrienden met Rick en sluit zich aan bij de groep. Lori ontdekt dat ze zwanger is, al weet ze niet wie de vader is, Rick of Shane. Ze arriveren in een villawijk en betrekken een huis. Hier krijgen Dale en Andrea een relatie, en ook Carol en Tyreese hebben romantische gevoelens. Wanneer ze de volgende dag de wijk doorzoeken, ontdekken ze dat het er stikt van de zombies. Donna wordt hierbij gedood en de groep ontvlucht de buurt. Tijdens een zoektocht naar eten wordt Carl neergeschoten door een man genaamd Otis, die hem voor een zombie aanzag.
Otis werkt op de boerderij van dierenarts Hershel Greene. Greene opereert Carl en laat Ricks groep verblijven op zijn boerderij. In eerste instantie lijken Rick’s groep en de Greene familie het goed te kunnen vinden, maar er ontstaat ruzie over een discussie of de zombies al dan niet nog menselijk zijn, waarbij twee van Hershels kinderen om het leven komen. Daarom verlaat Rick’s groep de boerderij op zoek naar een andere plek.

### De gevangenis en Woodbury
Al snel komt Ricks groep een gevangenis tegen waar ze de aanwezige zombies uitroeien en gedetineerden bevrijden. De gevangenis blijkt de ideale plek te zijn om te verblijven en Rick nodigt de Greenes uit om over te komen waar zij op ingaan. Niet lang na hun aankomst blijkt dat Julie en Chris een zelfmoordpact hadden gesloten. Het mislukt echter wanneer Julie te laat schiet en Chris het overleeft. Julie komt weer tot leven als zombie, terwijl ze niet gebeten is. Chris schiet haar nogmaals dood en Tyreese wurgt hem vervolgens uit woede. Rick concludeert dat iedereen die sterft in een zombie verandert, ongeacht of ze gebeten worden, wat iedereen dacht. Rick besluit om terug te gaan naar het kamp buiten Atlanta. Hier graaft hij Shane op, die ook in een zombie is veranderd. Hij schiet hem dood en keer terug naar de gevangenis, zonder hem te begraven.
Tijdens Ricks afwezigheid worden twee van Hershels dochters vermoord door een van de gevangenen. De groep denkt dat het Dexter was, een gevangene die vast zat voor moord. De groep sluit hem op, maar al gauw ontdekken ze dat ze het mis hadden wanneer Thomas, een gevangene die beweerde vast te zitten voor belastingfraude, Andrea probeert te vermoorden. Rick overmeestert hem en besluit dat hij geëxecuteerd moet worden. Patricia, Otis' vriendin is het hier niet mee eens en probeert hem vrij te laten. Thomas probeert haar na zijn ontsnapping te vermoorden, maar wordt doodgeschoten door Hershels dochter Maggie. Vervolgens wordt het lichaam aan de zombies buiten de gevangenis gevoerd.
Dexter is nog steeds boos omdat ze hem vals beschuldigd hebben en maakt met een andere gevangene, Andrew, plannen om Rick te vermoorden. Rick heeft hen echter door en doodt de Dexter. Andrew pleegt vervolgens zelfmoord door zich voor de zombies te werpen. Onderhand zorgt de komst van een nieuwe overlevende, Michonne, voor spanningen binnen de groep. Tyreese gaat vreemd met haar en Carol ontdekt dit. Ze probeert zelfmoord te plegen, maar dit mislukt. Rick krijgt ruzie met Tyreese en de twee hebben een gevecht. Onderhand wordt Allen in zijn voet gebeten. Rick amputeert zijn voet in een poging hem te redden, maar hij sterft door bloedverlies. Dale en Andrea besluiten om Ben en Billy voortaan op te voeden. De druk op Rick wordt zo groot dat men besluit om een raad op te richten, zodat Rick niet alles in zijn eentje moet beslissen.
Op een dag ziet de groep een helikopter neerstorten. Na een zoektocht komen Rick, Michonne en Glenn uiteindelijk terecht bij een dorpje genaamd Woodbury dat stand heeft weten te houden te midden van alle chaos. Het dorp wordt geleid door de malafide dictator Philip, bijgenaamd The Governor. Deze ontmoeting komt ze duur te staan. Philip, jaloers op de goed verdedigbare plek van Ricks groep, probeert de locatie van de gevangenis te achterhalen door ze te martelen. Hij hakt Ricks hand eraf, verkracht Michonne en dwingt Glenn om naar de verkrachtingen te luisteren. Een bewaker in Woodbury, Caesar Martinez, vertelt hen dat hij al tijden probeert om de Governor tegen te werken en helpt hen, samen met de arts Dr. Stevens en zijn assistent Alice, te ontsnappen. Voordat ze vertrekken, zoekt Michonne de Governor op. Uit wraak martelt zij hem op gruwelijke wijze en laat hem voor dood achter. Stevens wordt op weg naar de gevangenis gebeten, maar de rest weet de gevangenis veilig te bereiken. Terug in de gevangenis blijkt dat zombies binnen wisten te dringen en Otis hebben gebeten. Ricks groep helpt mee om de gevangenis weer veilig te maken. Nadat de gevangenis weer veilig is, beseft Rick dat de ontsnapping een val was, om Martinez te laten zien waar de gevangenis was. Rick gaat achter Martinez aan die alweer op weg was naar Woodbury, rijdt hem aan en wurgt hem.
Er heerst nu een periode van relatieve rust in de gevangenis. Lori's baby wordt geboren. Het is een meisje en haar naam is Judith. Glenn vraagt Maggie ten huwelijk en trouwt met haar. Wanneer een groepje onder leiding van Andrea op zoek gaat naar wapens, lopen ze soldaten van Woodbury tegen het lijf, maar na een kort gevecht zijn alle Woodbury-bewoners gedood. Dale wordt gebeten door een zombie, en net als bij Allen wordt zijn been geamputeerd. In tegenstelling tot Allen, overleeft Dale het wel. Iedereen in de gevangenis is relatief gelukkig, behalve Carol. Zij kan er niet tegen dat zij als enige ongelukkig is en pleegt zelfmoord door zich te laten bijten door een zombie. Glenn en Maggie besluiten om Sophia te adopteren.
Veel tijd om te rouwen is er niet, want de Governor heeft de gevangenis gevonden en valt aan. Hij blijkt de marteling van Michonne overleefd te hebben en gebruikte zijn verwondingen, en de dood van Stevens en Martinez als bewijs hoe kwaadaardig Rick en zijn mensen wel niet waren. De aanval wordt echter afgeslagen door Rick en zijn mensen. Bang dat er meer aanvallen zullen volgen besluiten Glenn, Maggie, Sophia, Dale, Andrea, Ben en Billy de gevangenis te ontvluchten. Michonne en Tyreese proberen het kamp van de Governor aan te vallen, maar ze worden gevangengenomen. Michonne weet te ontsnappen, maar Tyreese wordt gegijzeld. De Governor zegt dat hij Tyreese zal vermoorden als Rick de gevangenis niet opgeeft. Rick probeert te onderhandelen, maar de Governor onthoofdt Tyreese met Michonnes zwaard. Meer aanvallen volgen en iedereen besluit te vluchten. Alleen Rick, Carl en Michonne weten weg te komen. De rest, Lori, Judith, Hershel, Alice, Hershels zoon Billy, een gevangene genaamd Axel en Patricia, wordt gedood. Lilly, de vrouw die Lori en Judith doodde, realiseert zich wat voor monster de Governor is en schiet hem dood.

### Onderweg naar Washington
Rick, Carl en Michonne sluiten zich aan bij de rest van de groep, die zich op Hershels oude boerderij hebben opgehouden. Op een dag komen drie mensen langs de boerderij. Abraham Ford, Eugene Porter en Rosita Espinosa. Het drietal is op weg naar Washington. Eugene is namelijk een wetenschapper die de oorzaak van de zombie-uitbraak weet en ook weet hoe alles weer gestopt kan worden. Ze weten Ricks groep te overtuigen dat de boerderij niet lang meer veilig zal zijn en de gehele groep gaat mee naar Washington. Rick besluit om nog terug te gaan naar zijn oude woonplaats om wapens op te halen bij zijn oude politiebureau. Ook neemt hij Morgan Jones mee, die niet lang geleden zijn zoon Duane verloor.
Op een dag doodt Ben zijn tweelingbroer Billy. De groep weet niet wat er met Ben moet gebeuren. Hij is nog maar een kind, maar hij is wel een groot gevaar voor de rest. Uiteindelijk sluipt Carl diep in de nacht naar Ben toe en schiet hem dood. Niemand weet wie Ben heeft vermoord, en vooral Dale is hier kapot van. Niet veel later wordt Dale gebeten door een zombie. Midden in de nacht gaat hij het bos in, waar hij in zijn eentje wil sterven. Een onbekende groep mensen ontvoert hem. De rest van de groep ontmoet een pater genaamd Gabriel en vanuit zijn kerk gaan ze op zoek naar Dale. Ze ontdekken dat Dale is ontvoerd door een groep kannibalen. Ze doden de kannibalen en weten Dale te redden. Ze zorgen dat Dales laatste momenten goed verlopen. Nadat Dale gestorven is, gaat de groep, inclusief Gabriel, verder naar Washington.

### Alexandria Safe-Zone
Onderweg ontdekt Rick dat Eugene al die tijd gelogen had en helemaal geen wetenschapper is die de uitbraak kan beëindigen. Toch besluit de groep naar Washington te gaan met de belofte dat daar orde hersteld zou zijn. Niets van dit alles blijkt waar te zijn. Echter, de groep wordt gevonden door een man genaamd Aaron. Hij nodigt hen uit om in een ommuurde gemeenschap genaamd Alexandria Safe-Zone te komen wonen. Rick vertrouwt hem in eerste instantie niet, maar besluit toch mee te gaan. De groep wordt geïnterviewd door de leider, Douglas Monroe. Rick weet hier al snel zijn strepen te verdienen en wordt tot constable benoemd. Hij richt zich op handhaving van de orde. Wanneer Rick ontdekt dat een man genaamd Pete zijn gezin mishandelt en confronteert hem. De confrontatie loopt ernstig uit de hand en Douglas' vrouw Regina komt hierbij om het leven wanneer Pete met een mes naar haar uithaalt. Met toestemming van Douglas executeert Rick Pete. Achteraf krijgt Rick een affaire met Petes weduwe Jessie.
Alexandria Safe-zone wordt niet veel later aangevallen door een andere rondtrekkende groep bandieten. De schoten tijdens het gevecht lokken de vele zombies rondom het dorp naar hen toe. De verdedigingsmuren vallen uit elkaar. Tijdens het gevecht met de zombies komen Jessie, haar zoon Ron, Douglas en Morgan om het leven. In al het geweld schiet Douglas Carl per ongeluk in zijn oog, maar hij overleeft het wel. Met de dood van Douglas wordt Rick opnieuw de leider en hij belooft de neergeschoten Carl er alles aan te zullen doen om van Alexandria een echt thuis te maken. Terwijl ze de boel herstellen, krijgt Rick een relatie met Andrea.

### Negan en de Saviors
Paul "Jesus" Monroe, een vertegenwoordiger van de naburige gemeenschap "Hilltop Colony", neemt contact op met Alexiandria om goederen te verhandelen. Hilltop Colony heeft al zulke handelsafspraken met enkele andere gemeenschappen. Rick vermoedt dat Jesus een oplichter is en vermoedt dat Alexandria weldra zal worden aangevallen. Desondanks gaat Rick toch naar Hilltop Colony. Daar staat leider Gregory op het punt om vermoord te worden door een handlanger van Negan, maar Rick kan tijdig ingrijpen. Volgens Jesus is Negan een psychopaat en hoofd van een groep mensen die zichzelf Saviors noemen. Zij roeien in de nabijgelegen gemeenschappen de zombies uit, maar gaan dan aan de haal met de helft van de bezittingen van de gemeenschap. Jesus vraagt Rick om de Saviors uit te schakelen in ruil voor extra voedsel. Rick gaat hiermee akkoord, maar onderschat Negan ernstig. Wanneer Abraham en Eugene buiten de Safe-Zone zijn, schiet een Savior genaamd Dwight Abraham dood. Maggie ontdekt dat ze zwanger is en zij besluit om samen met Glenn naar de Hilltop te verhuizen, waar het veiliger is. Onderweg naar de Hilltop onderschept Negan de groep, en hij slaat Glenn dood met zijn honkbalknuppel, genaamd Lucille.
Wanneer Negan naar Alexandria komt om de helft van alle spullen te halen, onderneemt Rick geen actie. Carl raakt hierdoor gefrustreerd en gaat zelf achter Negan aan. In het hoofdkwartier van de Saviors krijgen Carl en Negan een band en Negan brengt Carl veilig terug naar Rick. Rick doet echter alsof hij aan Negans eisen toegeeft en reist in het geheim samen met Jesus naar een andere gemeenschap "The Kingdom". Samen met de plaatselijke leider Ezekiel en de Savior Dwight, die Negan eigenlijk tegenwerkt, maken ze plannen voor een grootschalige oorlog tegen Negan en de Saviors. Wanneer Negan opnieuw arriveert en een van Ricks mensen doodt, breekt er een gevecht uit en voor Rick is het duidelijk dat ze snel moeten handelen.
Als eerste vallen de legers van Alexandria, Hilltop en The Kingdom The Sanctuary, het hoofdkwartier van de Saviors aan en lokken hierbij een hoop zombies, die The Sanctuary omsingelen en de Saviors opsluiten. Een Alexandria-bewoner genaamd Holly wordt hierbij gevangen genomen. Vervolgens vallen de troepen de buitenposten aan. Dit is een bloederige strijd waarbij veel mensen aan beide kanten sneuvelen. Nadat Ricks groep zich teruggetrokken heeft, arriveert Negan om en doet alsof hij zich over gaat geven en brengt Holly terug. Holly blijkt echter een zombie te zijn en zij richt chaos aan. Vervolgens beginnen de Saviors Alexandria aan te vallen, maar ze worden verjaagd door de legers van de Hilltop. Ondanks dat verklaart Rick dat ze de Safe-Zone verloren hebben.
Iedereen trekt naar de Hilltop, waar Negan zijn volgende aanval zal doen. De Saviors laten hun wapens door zombies bijten. Hierdoor zal iedereen die in contact komt met de wapens automatisch sterven door infecties, zelfs al is het een kleine snee. Tijdens de aanval op de Hilltop schiet Dwight een pijl in Ricks buik. Negan denkt dat Rick dood is gegaan, maar de pijl was niet besmet en Negan is verrast om te zien dat Rick nog leeft. Een gevecht tussen de twee volgt en Rick wint. Hij verklaart dat de oorlog voorbij is, en weigert Negan te doden. Deels omdat dit niet bij de samenleving past die hij wil creëren en deels omdat Negan Rick en Carl meerdere keren had kunnen doden, maar dat niet deed. In plaats daarvan laat hij hem opsluiten in de gevangenis.

### Een nieuw begin en de Whisperers
Twee jaar later zijn Alexandria, de Hilltop, The Kingdom en The Sanctuary bloeiende gemeenschappen geworden. Een groepje overlevenden onder leiding van een vrouw genaamd Magna wordt aangevallen door zombies, maar ze worden gered door Jesus, die hen uitnodigt om in Alexandria te komen wonen. Ze nemen het aanbod aan, maar zijn sceptisch, omdat de gemeenschap te mooi is om waar te zijn, en ze denken dat Rick iets te verbergen heeft. De groep ontdekt Negan, die gevangen gehouden wordt. Hij smeekt hen om vrijgelaten te worden en zegt dat hij gemarteld wordt. Magna ziet dat hij liegt en laat hem alleen. Vervolgens vertelt Andrea Magna's mensen alles over de oorlog. Onderhand blijkt dat Rosita, die nu een relatie met Eugene heeft, zwanger is, maar dat Eugene niet de vader is. Om argwaan te voorkomen besluiten ze te doen alsof hij dat wel is. Op een dag ziet Negan kans om te ontsnappen, maar doet dit niet om aan Rick te bewijzen dat hij te vertrouwen is.
Carl verhuist naar de Hilltop om in de leer te gaan bij de plaatselijke smid. Wanneer Carl en Sophia aangevallen worden door twee pestkoppen, slaat Carl terug, maar verwondt de twee jongens ernstig. Hun ouders zijn van mening dat Maggie veel te coulant tegenover Carl is en Gregory vindt dat ze een plan maken om Maggie en Carl te doden. (Ook deels om de reden dat Maggie nu leider is van Hilltop en niet meer Gregory). Hij probeert Maggie te vergiftigen, maar de poging mislukt en Gregory wordt bij wijze van straf opgehangen. Onderhand krijgen de bewoners van de Hilltop met een nieuwe tegenstander te maken, mensen die de huid van zombies als pakken dragen en zichzelf Whisperers noemen. Jesus weet een van hen gevangen te nemen, het tienermeisje Lydia. Tijdens haar gevangenschap krijgt Lydia een relatie met Carl en vertelt hem dat ze regelmatig seksueel misbruikt wordt. De Whisperers arriveren en eisen dat Lydia met hen meegaat. In ruil daarvoor krijgt de Hilltop twee gevangenen terug (Ken en Dante). Carl is het hier echter niet mee eens en gaat achter de Whisperers aan. Hij wordt later door hen gevangengenomen.
Tijdens een bijeenkomst van Alexandria, de Hilltop, de Kingdom en de Saviors vertelt Maggie aan Rick wat er met Carl gebeurd is. Samen met Michonne, Andrea en Dante, een Hilltop-bewoner die eerder gevangen werd genomen door de Whisperers, gaat hij achter de Whisperers aan. Onderhand weet Alpha, de leider van de Whisperers, te infiltreren op de bijeenkomst. Na lang onderhandelen zorgt Rick ervoor dat Carl en Lydia vrijgelaten worden. Rick spreekt met Alpha af dat ze niet meer over elkaars grens zullen gaan. Wanneer ze teruggaan, ontdekt Rick dat Alpha de grens heeft gemarkeerd met de afgehakte hoofden van twaalf verschillende mensen uit Ricks groep, onder wie Rosita, Ezekiel, Ken en Olivia. Ook iemand van Magna's groep is onthoofd; Luke.
De situatie leidt tot onrust en wanhoop. Uit voorzorg draagt Rick Andrea op om Carl en Lydia voor hun eigen veiligheid naar de Hilltop te brengen. Vervolgens besluit Rick om Negan om hulp te vragen. Negan vertelt hem dat hij een sterke leider moet zijn en de woede die nu richting hem gericht is, naar de Whisperers moet buigen. Die avond vallen twee ontevreden burgers, die allebei dierbaren hebben verloren, Rick aan en Rick is gedwongen een van hen te doden. Dan besluit hij om Negans advies op te volgen en opnieuw een leger op te bouwen om de Whisperers te bestrijden. De zoon van Ricks slachtoffer, Brandon, is echter nog steeds kwaad op Rick en besluit om Negan vrij te laten. Wanneer Negan ontdekt dat Brandon van plan is om Negan voor zijn karretje te spannen om Rick en Alpha tegen elkaar op te zetten, doodt hij hem.
Rick ontdekt de ontsnapping en stuurt Aaron en Michonne achter Negan aan. Ze worden aangevallen door Whisperers en Aaron raakt ernstig gewond, waarna ze gedwongen zijn zich terug te trekken. De Whisperers ontdekken Negan en nemen hem mee naar Alpha. Negan slaagt erin om Alpha's vertrouwen te winnen, maar hij verraadt haar vertrouwen en vermoordt haar. Vervolgens keert hij terug naar Rick met haar hoofd om te bewijzen dat hij te vertrouwen is. In ruil voor zijn hulp in de strijd tegen de Whisperers geeft Rick hem een deel van zijn vrijheid terug. Onderhand zijn de verhoudingen met The Kingdom stroef geworden. Ze houden Rick verantwoordelijk voor de dood van Ezekiel en zijn terughoudend om hem te steunen. Dwight, die de Saviors na Negans val leidde, vertrekt uit The Sanctuary en op dat moment ontstaan er ook spanningen met de Saviors, die nu geleid worden door Dwights ex-vrouw Sherry.
De Whisperers geleid door Beta naderen, doden Gabriel en een bloederige strijd begint. Tijdens het gevecht breekt Negans knuppel Lucille. Terwijl de troepen geleid door Dwight, Magna, Jesus en Michonne het gevecht langzaam winnen, valt een andere groep Whisperers de Hilltop Colony aan. De bewoners van de Hilltop weten de Whisperers af te slaan, maar de Hilltop Colony brandt af en de overlevenden vertrekken naar de Alexandria Safe-Zone. Wanneer Dwight en zijn strijders terugkeren naar Alexandria om de overwinning te vieren, trekken Beta en de overgebleven Whisperers zich terug en ze laten een enorme groep zombies los op Alexandria.
Terwijl Ricks mensen de zombies bevechten, slaan de Saviors toe. Rick probeert te onderhandelen, maar er breekt een gevecht uit tussen Rick en Sherry, waarbij hij Sherry doodt. Elders is een groep geleid door Eugene en Andrea bezig om de zombies weg te lokken van Alexandria en ze in de zee te laten lopen. De groep wordt echter in het nauw gedreven en Andrea wordt gebeten wanneer ze Eugenes leven redt. Ze keren terug, waar Andrea uiteindelijk sterft. Na de dood van Andrea ontdekken de Saviors wat er met Sherry is gebeurd en ze dreigen opnieuw te vallen. Negan weet de boel te sussen en de Saviors keren terug. Rick laat Negan vrij, tot grote onvrede van Dwight en Maggie. Maggie stuurt Dante op pad om Negan in de gaten te houden. Ze confronteert hem en staat op het punt hem dood te schieten, maar besluit op het laatste moment om dit niet te doen. Terwijl Jesus en Aaron op weg zijn naar de Hilltop Colony, die opnieuw opgebouwd wordt, worden ze in een hinderlaag gelokt door Beta en de laatste paar Whisperers. Aaron en Jesus schieten tijdens het gevecht Beta dood en de laatste Whisperers dood.

### The Commonwealth
Eugene blijkt al een tijdje radiocontact te hebben met Stephanie, een vrouw uit een gemeenschap in Ohio. Een groep bestaande uit Eugene, Michonne, Siddiq, Magna en Yumiko gaat op pad om contact te maken met Stephanie. Onderweg onthult Siddiq dat hij voor Rosita's dood een affaire met haar had en dat het kind van hem was. Onderweg ontmoeten ze een vrouw genaamd Juanita, die zichzelf "The Princess" noemt. De groep arriveert en wordt meegenomen naar The Commonwealth, een gemeenschap die uit meer dan vijftigduizend mensen bestaat. Hier ontdekt Michonne dat haar dochter Elodie, die ze sinds het begin van de uitbraak niet meer gezien heeft, nog in leven is.
De groep maakt kennis met Pamela Milton, de gouverneur van The Commonwealth. Terwijl Michonne bij haar dochter achterblijft, gaat de rest van de groep met Pamela Milton terug naar Alexandria, waar zij Rick voor het eerst ontmoet. Tijdens een rondleiding door Alexandria en de omliggende gemeenschappen ontstaat al gauw onenigheid tussen Rick en Pamela over hoe een gemeenschap bestuurd zou moeten worden.
Wanneer Rick The Commonwealth bezoekt ontdekt hij dat er veel onvrede heerst over de klassensamenleving. Dwight heeft dit ook door en probeert een protest aan te wakkeren. Hij bedreigt Pamela en Rick voelt zich gedwongen om Dwight dood te schieten. Het incident wakkert nog meer onvrede aan en er ontstaan twee kampen binnen The Commonwealth; eentje geleid door Pamela en eentje geleid door Pamela's voormalige commandant Mercer. Het dreigt tot een gewapende strijd uit te lopen, totdat Rick tussenbeide komt en de groepen ervan overtuigt dat dit het niet waard is om bloed voor te vergieten. Pamela staat haar leiderspositie af en de bewoners maken plannen om een nieuwe verkiezing te organiseren. Pamela's zoon Sebastian is echter kwaad op Rick vanwege de afzetting van zijn moeder. Sebastian zoekt Rick 's nachts op hij schiet hem in de borst. Rick sterft en de volgende ochtend vindt Carl hem als een zombie en hij schiet hem dood. Sebastian wordt opgepakt en levenslang vastgezet.
Het verhaal maakt een tijdsprong van ongeveer twintig jaar. De zombies zijn bijna uitgestorven en er heerst een relatieve veiligheid en vrede. Carl is volwassen en heeft samen met Sophia een dochter genaamd Andrea. Wanneer hij op een ochtend een zombie tegenkomt en doodt, blijkt dat deze onderdeel was van een circus van Maggies zoon Hershel. Hershel laat Carl arresteren voor het beschadigen van andermans eigendommen en een rechter oordeelt dat Carl de gedode zombie moet vervangen. In plaats daarvan doodt hij ook de andere zombies uit het circus. Carl wordt naar de hoogste rechter gestuurd, die Michonne blijkt te zijn. Zij oordeelt dat Carl niets misdaan heeft en dat het juist gevaarlijk is om zombies binnen de veilige zone te houden en laat hem gaan. Die avond leest Carl zijn dochter voor uit een boek over hoe Rick een nieuwe wereld heeft opgebouwd en daarmee eindigt het verhaal.

## Thematiek
Kirkman beschrijft in het voorwoord van de eerste trade paperback dat volgens hem zombiefilms niet over zombies gaan, maar over de menselijke interactie en het nadenken over onze samenleving.
The Walking Dead leent zicht daardoor goed als studieobject voor de academische wereld. Volgens Dan Hassler-Forest komt deze thematiek het beste naar voren wanneer Rick als een cowboy een verwoest Atlanta binnenrijdt. Naar gelijkenis van de cowboys die in het westen van Amerika beschaving en samenleving ‘kwamen brengen’. Hassler-Forest leest The Walking Dead als een terugblik op de patriarchale samenleving. Vrouwen en kinderen zijn niet in staat om voor zich zelf te zorgen en mannen dienen hen te beschermen.
Gerry Canavan leest The Walking Dead daarnaast met een ondertoon van kolonisatie. De zombies zijn inhoudsloos en kunnen niet tot rede worden gebracht, daarom moeten zij vernietigd worden. Canavan legt een verband met het modernistisch denken over de plicht van het westen om civilisatie te brengen naar de rest van de wereld.

## Uitgaven
The Walking Dead is in meerdere vormen uitgegeven. Naast de maandelijkse uitgave zijn er ook verzamelwerken verschenen. Naast de halfjaarlijkse trade paperbacks zijn ook hardcover boeken uitgegeven die 12 uitgaven bundelen. Silvester strips vertaalt de strip naar het Nederlands en brengt deze in hardcovers uit.
| Titel (Engels)                                   | Datum van uitgave | ISBN          | Verzamelde uitgaven       | Titel (Nederlands)       | ISBN          |
| ------------------------------------------------ | ----------------- | ------------- | ------------------------- | ------------------------ | ------------- |
| The Walking Dead Vol. 1: Days Gone Bye           | 12 mei 2004       | 1-58240-358-9 | The Walking Dead #1–6     | Vergane Dagen            | 9789058854711 |
| The Walking Dead Vol. 2: Miles Behind Us         | 24 november 2004  | 1-58240-413-5 | The Walking Dead #7–12    | Ver Van Huis             | 9789058854728 |
| The Walking Dead Vol. 3: Safety Behind Bars      | 18 mei 2005       | 1-58240-487-9 | The Walking Dead #13–18   | Achter Slot en Grendel   | 9789058855381 |
| The Walking Dead Vol. 4: The Heart's Desire      | 30 november 2005  | 1-58240-530-1 | The Walking Dead #19–24   | Waar Het Hart Vol Van Is | 9789058855398 |
| The Walking Dead Vol. 5: The Best Defense        | 27 september 2006 | 1-58240-612-X | The Walking Dead #25–30   | De Beste Verdediging     | 9789058855794 |
| The Walking Dead Vol. 6: This Sorrowful Life     | 11 april 2007     | 1-58240-684-7 | The Walking Dead #31–36   | Dit Trieste Leven        | 9789058855800 |
| The Walking Dead Vol. 7: The Calm Before         | 26 september 2007 | 1-58240-828-9 | The Walking Dead #37–42   | Stilte voor de Storm     | 9789058856098 |
| The Walking Dead Vol. 8: Made To Suffer          | 25 juni 2008      | 1-58240-883-1 | The Walking Dead #43–48   | Lijden in Last           | 9789058856104 |
| The Walking Dead Vol. 9: Here We Remain          | 21 januari 2009   | 1-60706-022-1 | The Walking Dead #49–54   | Wat Ons Rest             | 9789058856524 |
| The Walking Dead Vol. 10: What We Become         | 12 augustus 2009  | 1-60706-075-2 | The Walking Dead #55–60   | Waarin We Veranderen     | 9789058856531 |
| The Walking Dead Vol. 11: Fear the Hunters       | 6 januari 2010    | 1-60706-122-8 | The Walking Dead #61–66   | Vrees de Jagers          | 9789058856548 |
| The Walking Dead Vol. 12: Life Among Them        | 3 augustus 2010   | 1-60706-254-2 | The Walking Dead #67–72   | Leven met Anderen        | 9789058856555 |
| The Walking Dead Vol. 13: Too Far Gone           | 23 november 2010  | 1-60706-329-8 | The Walking Dead #73–78   | Te Ver Heen              | 9789058857569 |
| The Walking Dead Vol. 14: No Way Out             | 22 juni 2011      | 1-60706-392-1 | The Walking Dead #79–84   | Geen Uitweg Meer         | 9789058857576 |
| The Walking Dead Vol. 15: We Find Ourselves      | 27 december 2011  | 1-60706-440-5 | The Walking Dead #85-90   | Wie We Zijn              | 9789058857583 |
| The Walking Dead Vol. 16: A Larger World         | 6 juni 2012       | 1-60706-559-2 | The Walking Dead #91-96   | De Wijde Wereld          | 9789058858573 |
| The Walking Dead Vol. 17: Something To Fear      | 21 november 2012  | 1-60706-615-7 | The Walking Dead #97–102  | Vrees het Ergste         | 9789058858634 |
| The Walking Dead Vol.18: What Comes After        | 5 juni 2013       | 1-60706-687-4 | The Walking Dead #103-108 | Hoe nu Verder            | 9789058859129 |
| The Walking Dead Vol. 19: March To War           | 13 november 2013  | 1-60706-818-4 | The Walking Dead #109–114 | Op Oorlogspad            | 9789058859136 |
| The Walking Dead Vol. 20: All Out War (part one) | 11 maart 2014     | 1-60706-882-6 | The Walking Dead #115–120 | Hel Breekt Los (Deel 1)  | 9789058859143 |
| The Walking Dead Vol. 21: All Out War (part two) | 23 juli 2014      | 1-63215-030-1 | The Walking Dead #121-126 | Hel Breekt Los (Deel 2)  | 9789463060202 |
| The Walking Dead Vol. 22: A New Beginning        | 5 november 2014   | 1-63215-041-7 | The Walking Dead #127-132 | Een Nieuw Begin          | 9789463060073 |
| The Walking Dead Vol. 23: Whispers into Screams  | 29 april 2015     | 1-63215-258-4 | The Walking Dead #133-138 | Gefluister en Geschreeuw | 9789463061582 |
| The Walking Dead Vol. 24: Life and Death         | 26 augustus 2015  | 1-63215-402-1 | The Walking Dead #139-144 | Leven en Dood            | 9789463062282 |
| The Walking Dead Vol. 25: No Turning Back        | 30 maart 2016     | 1-63215-659-8 | The Walking Dead #145-150 | Geen Weg Terug           | 9789463062299 |
| The Walking Dead Vol. 26: Call To Arms           | 20 september 2016 | 1-63215-917-1 | The Walking Dead #151-156 | Roep om Actie            | 9789463065139 |
| The Walking Dead Vol. 27: The Whisperer War      | 7 maart 2017      | 1-53430-052-X | The Walking Dead #157-162 | De Fluisteraarsoorlog    | 9789463065146 |
| The Walking Dead Vol. 28: A Certain Doom         | 3 oktober 2017    | 1-53430-244-1 | The Walking Dead #163-168 | Een Zeker Noodlot        | 9789463065795 |
| The Walking Dead Vol. 29: Lines We Cross         | 13 maart 2018     | 1-53430-497-5 | The Walking Dead #169-174 | Over Grenzen Heen        | 9789463065801 |
| The Walking Dead Vol. 30: New World Order        | 5 september 2018  | 1-53430-884-9 | The Walking Dead #175-180 |                          |               |
| The Walking Dead Vol. 31: The Rotten Core        | 12 maart 2019     | 1-53431-052-5 | The Walking Dead #181-186 |                          |               |
| The Walking Dead Vol. 32: Rest in Peace          | 13 augustus 2019  | 1-53431-241-2 | The Walking Dead #187-193 |                          |               |

## Personages
Dit zijn personages in chronologische volgorde
- Rick Grimes, 1-192: Een hulpsheriff en hoofdpersonage. Rick wordt neergeschoten tijdens een vuurgevecht en ontwaakt in een ziekenhuis en maakt dan maar pas kennis met de zombies of Walkers. Rick is de vader van Carl en de man van Lori. Bij elke groep waar hij zich aansluit, slaagt Rick erin om leider te worden. Tijdens zijn ontmoeting met de Governor wordt zijn rechterhand eraf gehakt. Gedood door Sebastian Milton.
- Shane Walsh , 1-6, 7, 15, 37: Een collega van Rick Grimes en beste vriend. Toen de apocalyps uitbrak beschermde hij Lori en haar Carl, en kreeg hij een korte relatie met Lori. Toen Rick nog bleek te leven, herenigd werd met zijn gezin, en het leiderschap van de groep overnam, begon Shane jaloers te worden. Hij probeerde Rick te vermoorden, maar werd doodgeschoten door Carl. Toen Rick ontdekte dat je niet gebeten hoefde te zijn om in een zombie te veranderen, groef hij Shane op en schoot hem dood.
- Lori Grimes , 2-48, 55, 76, 87: De vrouw van Rick en de moeder van Carl. Tijdens de coma van Rick vluchtten Shane, Lori en Carl weg naar Atlanta. Ze kreeg een korte relatie met Shane. Ze was zwanger van een kind, Judith, en het was niet duidelijk of Rick of Shane de vader was. Toen de Governor de gevangenis aanviel en iedereen de gevangenis probeerde te ontvluchten, werd Lori doodgeschoten door Lilly Caul. Nadat de kogel haar raakte landde ze op Judith die ook stierf.
- Carl Grimes, 1-193: De zoon van Rick en Lori. Hij is samen met zijn moeder en Shane naar Atlanta gevlucht waar ze Dale ontmoeten. In de Alexandria Safe-Zone wordt hij per ongeluk in zijn hoofd geschoten door Douglas Monroe, waarbij hij een oog verliest. Na de oorlog tegen de Saviors verhuist hij naar de Hilltop. In de Hilltop leert hij Lydia kennen, een gevangengenomen Whisperer, en krijgt een relatie met haar. Als Lydia wordt teruggehaald door de Whisperers verlaat Carl de Hilltop om achter haar aan te gaan. Later arriveert zijn vader, die beide kinderen meeneemt. Wanneer de Whisperers de Hilltop aanvallen, leidt Carl de tegenaanval en hij helpt mee in de wederopbouw. Wanneer Maggie naar de Commonwealth vertrekt, gaat Carl mee. Wanneer Rick tijdens een nacht wordt doodgeschoten, vindt Carl hem als zombie en hij schiet hem dood. Ongeveer twintig jaar later leeft Carl samen met Sophia en hebben ze een dochter genaamd Andrea.
- Duane Jones, 1, 34, 58: De zoon van Morgan Jones. Samen met zijn vader betrok hij het huis van Ricks vroegere buren. Ondanks dat dit veiliger was, werd hij toch gebeten en veranderde in een zombie.
- Morgan Jones, 1-83: een overlevende van de zombie-apocalyps die samen met zijn zoon Duane in het huis van de vroegere buren van Rick leefden. Hij besloot in Ricks woonplaats achter te blijven toen Rick naar Atlanta trok. Later keerde Rick terug naar zijn oude woonplaats om wapens op te halen en hij nam Morgan mee. Toen de muren van Alexandria het begaven, werd hij gebeten door een zombie. Michonne amputeerde zijn arm, maar ondanks dat stierf hij later toch.
- Glenn, 2-100, 101: een voormalig pizzabezorger in Atlanta en een van de jongste overlevenden van de groep. Hij bleef een tijdje in de groep tot de groep bij Hershels boerderij aankwam. Hij bleef daar en had een relatie met Maggie Greene, de dochter van Hershel. Terwijl de groep naar een gevangenis verhuisde en daar een nieuw leven probeerde op te bouwen, haalde Rick Glenn samen met de hele familie van Hershel daarheen. Tijdens het conflict met Negan werd Glenn doodgeslagen door Negan met zijn honkbalknuppel.
- Dale, 3-66: Hij was met zijn camper naar Atlanta gekomen met de gestrande meisjes Andrea en Amy. Hij zette een kamp op waar alle overlevenden uit het eerste deel zich verzamelden. In de gevangenis verloor hij zijn been omdat hij gebeten werd door een zombie. Enige tijd na de gevangenis werd hij gebeten door een zombie. Hij trok 's nachts het bos in om in z'n eentje te sterven, maar werd ontvoerd door de Hunters, een groep kannibalen. Die hakten zijn andere been eraf en aten het op. Later werd Dale gered door Rick, Andrea, Michonne en Abraham. Enige tijd later stierf Dale door de zombiebeet.
- Jim, 2-6: Jim was een van de overlevenden buiten Atlanta, waar hij monteur was. Hij zag zijn familie opgegeten worden door zombies, en had traumatische ervaringen. Tijdens een aanval op het kamp buiten Atlanta werd Jim gekrabd door een zombie. Hij bleef een tijdje bij de groep, maar was doodziek. Hij besloot om achtergelaten te worden en daar de dood op te wachten.
- Andrea, 2-167: Andrea is voormalig medewerkster van een advocatenkantoor en de zus van Amy. Na Amy's dood zoekt ze troost bij Dale en krijgt een relatie met hem. Ze is een heel goede schutter en in de gevangenis zit ze boven in een toren als scherpschutter. Tijdens de aanval van de Governor gaat er een kogel rakelings over haar gezicht, waardoor ze een litteken oploopt. Na de dood van Dale krijgt ze een relatie met Rick. Na de oorlog tegen de Whisperers werd de Alexandria Safe-Zone overspoeld met zombies. Ze leidt een groep die de zombies weglokt van de Safe-Zone, maar wordt gebeten wanneer ze Eugenes leven redt. Uiteindelijk sterft ze aan de gevolgen van de beet.
- Amy, 3-5: Amy was de zus van Andrea en het eerste personage dat dood gaat aan een zombiebeet in de serie. Ze werd door Andrea door het hoofd geschoten omdat Andrea niet wilde hebben dat ze 'zo' terugkwam.
- Carol, 3-42: Ze was de oorspronkelijke moeder van Sophia. Ze kreeg een relatie met Tyreese, maar toen ze zag dat hij vreemdging met Michonne, zag ze het nut van het leven niet meer en probeerde ze zelfmoord te plegen door haar polsen door te snijden. De poging mislukte echter. Later had de groep een zombie in de gevangenis gehaald voor onderzoek. Carol liet zich bijten door de zombie en stierf. Na haar dood adopteerden Glenn en Maggie Sophia.
- Sophia, 2-193: De dochter van Carol. Ze was altijd al verliefd op Carl en in de gevangenis kregen ze ook een relatie. Na de dood van haar moeder kregen Maggie en Glenn de voogdij over haar. Maar nadat haar vader bruut vermoord werd door Negan, verhuisde ze met Maggie naar de Hilltop. In de Hilltop draagt ze vooral zorg voor haar adoptiebroer Hershel. Twintig jaar later heeft zij samen met Carl een dochter genaamd Andrea.
- Allen, 2-23: Man van Donna en vader van Ben en Billy. Nadat zijn vrouw gebeten werd, raakte Allen in een depressie en wilde zelfmoord plegen. Andrea wist hem hiervan te weerhouden door te wijzen op het feit dat hij twee kinderen had. Hij werd in de gevangenis in zijn gebeten door een zombie. Rick probeerde hem te redden door zijn voet te amputeren, maar later stierf Allen door bloedverlies. Ben en Billy werden geadopteerd door Dale en Andrea.
- Donna, 3-9: Vrouw van Allen en moeder van tweeling Ben en Billy. Ze werd in uitgave 3 bijna gedood door een zombie maar werd gered door Dale. Later betrok de groep een villawijk. Terwijl ze de huizen doorzochten, bleek het er te stikken van de zombies. Donna werd gebeten door een zombie en later door een groep zombies verslonden.
- Ben, 2-61: De zoon van Allen en Donna en het tweelingbroertje van Billy. Hij werd na de dood van zijn moeder en later ook zijn vader geadopteerd door Dale en Andrea. Later na de gevangenisperiode stak hij zijn broertje dood in de overtuiging dat hij terug zou keren. Terwijl de groep debatteerde over wat ze met hem zouden doen, sloop Carl in de camper in waarin hij opgesloten zat en schoot hem dood.
- Billy , 2-61: De zoon van Allen en Donna en de tweelingbroer van Ben. Nadat zijn moeder en daarna zijn vader overleed is hij met zijn tweelingbroer geadopteerd door Andrea en Dale. Hij werd vermoord door Ben bij de rand van een bos.
- Tyreese , 7-46, 49, 72, 75: Leider van een kleine groep samen met zijn dochter Julie en schoonzoon Chris. Hij werd na Shanes dood de rechterhand van Rick. Hji had een relatie met Carol, maar ging later vreemd met Michonne. Toen de Governor de gevangenis aanviel, probeerden hij en Michonne het kamp van de Governor aan te vallen. Dit mislukte en Tyreese werd gevangengenomen. De Governor dreigde Tyreese te vermoorden als Rick de gevangenis niet opgaf. Rick probeerde te onderhandelen, maar de Governor ging hier niet op in en onthoofdde Tyreese.
- Julie , 7-14,15: Tienerdochter van Tyreese, vriendin van Chris. In de gevangenis sloten zij en Chris een zelfmoordpact. Chris schoot haar dood, maar zij was niet snel genoeg om Chris ook dood te schieten. Toen ze terugkwam als zombie, werd ze door Rick gedood.
- Chris 7-15: Vriendje van Julie. Sloot een zelfmoordpact met Julie. Hij overleefde dit omdat Julie te laat schoot. Hij werd later gewurgd door Tyreese.
- Otis 9-35: Knecht van Hershel Greene. Hij schoot Carl per ongeluk neer omdat hij dacht dat Carl een zombie was. Terwijl Rick in Woodbury was, begaven de hekken van de gevangenis het en wisten er veel zombies binnen te dringen. Otis werd gebeten en veranderde in een zombie. Toen Rick terugkeerde, schoot hij hem dood.
- Hershel Greene 10-48: Veearts die met zijn familie op een boerderij woont. Hij trok met Rick naar de gevangenis. Toen de Governor de gevangenis aanviel, besloot zijn dochter Maggie te vluchten en werd zijn zoon Billy gedood. Omdat hij zeker wist dat hij al zijn kinderen kwijt was, gaf hij zich over en werd hij doodgeschoten door de Governor.
- Lacey Greene 10-11: Oudste dochter van Hershel. Ze werd gedood door de zombies in de schuur op Hershels boerderij.
- Arnold Greene 10-11: Tweede zoon van Hershel. Hij werd gedood door de zombies in de schuur op Hershels boerderij.
- Maggie Greene 10-193: Tweede dochter van Hershel. Ze krijgt een relatie met Glenn en trouwt met hem. Na de dood van Carol besluiten ze om Sophia op te voeden. Kort na de dood van haar vader probeert ze zelfmoord te plegen, maar slaagt hier niet in. Eenmaal in Alexandria ontdekt ze dat ze zwanger is en besluit om met Glenn naar de Hilltop te trekken, maar onderweg worden ze omsingeld door Negan en de Saviors, die Glenn doden. Tijdens de oorlog tegen Negan wordt ze de leider van de Hilltop en krijgt ze een zoon, Hershel jr.. Na de dood van Rick en afzetting van Pamela wordt zij de nieuwe leider van de Commonwealth.
- Billy Greene 10-48: Jongste zoon van Hershel. Hij werd doodgeschoten toen de Governor de gevangenis aanviel.
- Rachel Greene 10-15,16: Jongste dochter van Hershel, tweelingzus van Susie. Ze werd in de gevangenis onthoofd door Thomas Richards.
- Susie Greene 10-15,16: Jongste dochter van Hershel, tweelingzus van Rachel. Ze werd in de gevangenis onthoofd door Thomas Richards.
- Patricia 10-48: Vriendin van Otis. Hun relatie ging uit in de gevangenis en na de dood van Otis kreeg ze een relatie met Axel. Ze werd doodgeschoten toen de Governor de gevangenis aanviel.
- Shawn Greene 11: Oudste zoon van Hershel. Hij was al een zombie en werd in Hershels schuur opgesloten. Hij werd door Hershel doodgeschoten nadat hij zijn broer Arnold had gebeten.
- Dexter 13-19, 20: Gevangene die vastzat voor moord. Hij werd doodgeschoten door Rick toen die vermoedde dat hij en Andrew van plan waren om met geweld de leiding over te nemen.
- Andrew 13-19: Gevangene die vastzat voor het dealen van drugs. Hij wierp zich voor de zombies toen Dexter werd gedood.
- Thomas Richards 13-18, 20: Gevangene die beweerde vast te zitten voor belastingfraude. Later bleek hij een psychopathische moordenaar te zijn toen hij Rachel en Susie vermoordde en Andrea probeerde te vermoorden. Hij werd doodgeschoten door Maggie Greene.
- Axel 13-47: Gevangene die vastzat voor een gewapende overval. Hij kreeg een relatie met Patricia en werd doodgeschoten toen de Governor de gevangenis aanviel.
- Michonne 19-193: Overlevende die rondreist met twee zombies zonder armen en kaken. Ze is kundig met haar katana. In de gevangenis veroorzaakt ze opschudding wanneer ze een relatie met Tyreese krijgt. Als ze in Woodbury aankomt wordt ze verkracht door de Governor. Bij haar ontsnapping neemt ze wraak door hem gruwelijk te martelen. Ze krijgt na de gevangenis een relatie met Morgan Jones, en na zijn dood krijgt ze een relatie met Ezekiel, de leider van The Kingdom. Na de oorlog tegen Negan verbreekt ze de relatie me Ezekiel en verlaat zij Alexandria om te gaan vissen bij Oceanside. Wanneer zij terugkomt en van plan is om haar relatie met Ezekiel te hervatten, wordt Ezekiel vermoord door ALpha. Na de oorlog tegen de Whisperers gaat ze mee naar de Commonwealth, waar ze ontdekt dat haar dochter Elodie nog in leven is. In The Commonwealth wordt ze advocate en later hoogste rechter.
- The Governor (Brian Blake) 27-48: Sadistische leider van Woodbury. Hij martelde Rick, Glenn en Michonne om de locatie van de gevangenis te achterhalen, maar slaagde daar niet in. Later vond hij de gevangenis en viel hem aan. Hij werd doodgeschoten door Lilly Caul, een bewoner door Woodbury, toen zij besefte dat ze een baby had gedood en wat voor monster de Governor was. In het boek Rise of the Governor bleek dat hij niet Philip Blake was, zoals hij altijd beweerd had, maar Brian Blake, de broer van Philip. Na de dood van Philip nam Brian zijn identiteit over.
- Caesar Ramon Martinez 27-36, 43: Bewaker van Woodbury. Hij hielp Rick, Glenn en Michonne uit Woodbury te ontsnappen. Later bleek dit een plan van de Governor te zijn om de locatie van de gevangenis te achterhalen. Rick kwam hierachter toen hij weer in de gevangenis was en ging achter Martinez aan. Hij reed hem aan en wurgde hem. Later werd zijn lichaam gevonden door de Governor, die hem onthoofdde en zijn hoofd gebruikte als propaganda tegen Rick.
- Bruce Allan Cooper 27-39, 43: Rechterhand van de Governor. Hij werd door Andrea neergeschoten toen hij mensen uit Ricks groep tegen het lijf liep en werd later gevonden en uit zijn lijden verlost door de Governor.
- Gabriel Harris 27-47: Rechterhand van de Governor. Hij werd tijdens de aanval op de gevangenis doodgeschoten door Andrea.
- Dr. Stevens 28-32: Arts in Woodbury. Hij werd door een zombie gebeten toen hij uit Woodbury ontsnapte.
- Harold Abernathy 28-31: Kooivechter in Woodbury. Hij werd doodgestoken door Eugene Cooney.
- Eugene Cooney 28-31: Kooivechter in Woodbury. Hij werd onthoofd door Michonne.
- Alice Warren 29-48: Assistente van Dr. Stevens. Zs ontsnapte met Rick, Glenn en Michonne naar de gevangenis, maar werd doodgeschoten door de Governor toen hij de gevangenis aanviel
- Bob Stookey 29-43: Bewoner van Woodbury. Aangezien hij medische training heeft, kan hij de Governor redden nadat hij door Michonne gemarteld is.
- Penny Blake 29-43: Nichtje van de Governor. Ze was al een zombie toen ze voor het eerst voorkwam in de serie. Ze werd door de Governor in zijn huis bewaard en kreeg menselijke resten te eten. Ze werd na de dood van de Governor doodgeschoten door Lilly Caul.
- Judith Grimes 39-48: Dochter van Lori, en mogelijk van Rick of Shane. Ze werd geplet door Lori toen zij werd doodgeschoten door Lilly.
- Lilly Caul 43-48: Bewoner van Woodbury. Ze schiet de Governor dood, nadat ze beseft wat voor monster de Governor is, als ze Lori en Judith in zijn opdracht doodt. Ze wordt na zijn dood leider van Woodbury. Het boek The Road to Woodbury gaat over hoe Lilly in Woodbury terechtkwam.
- Abraham Ford 53-98, 99; Voormalig sergeant in het leger. Hij reisde met en Eugene en zijn vriendin Rosita naar Washington, waar Eugene een eind aan de zombie-uitbraak kon maken: In Alexandria ging hij vreemd met zijn collega Holly. Hij werd door Dwight met een pijl doodgeschoten toen hij en Eugene op zoek waren naar een manier om zelf kogels te maken.
- Rosita Espinosa 53-144, 145: Vriendin van Abraham Ford. Ze reisde met hem en Eugene naar Washington. Ze kreeg na de dood van Abraham een relatie met Eugene, maar ging vreemd met Siddiq. Uit deze relatie werd ze zwanger, maar ze besloot om te doen alsof het kind van Eugene was. Ze werd tijdens het conflict met de Whisperers onthoofd. Haar gezombificeerde hoofd werd op een staak geplaatst dat later door Andrea werd gedood.
- Eugene Porter 53-193: Beweert een wetenschapper te zijn die een einde aan de zombie-uitbraak kan maken. Later ontdekt Rick dat hij een leugenaar is en dat hij dit enkel beweerde om bescherming te krijgen. In Alexandria blijkt hij technisch wonder te zijn. Hij ontwikkelt een manier om zelf kogels te fabriceren, bouwt een windmolen en legt via een radio contact met The Commonwealth. In The Commonwealth krijgt hij een relatie met Stephanie en overziet hij de aanleg van een treinverbinding.
- Gabriel Stokes 61-158: Pater die zich op weg naar Washington bij Rick en zijn groep aansloot. Rick vertrouwde hem niet omdat hij een jaar lang in zijn eentje had overleefd zonder ook maar enige vorm van geweld. Om deze reden dacht Rick dat hij samenwerkte met de mensen die Dale hadden ontvoerd. Later biechtte hij op dat hij zo lang had kunnen overleven door zichzelf in zijn kerk op te sluiten en niemand binnen te laten. In de Alexandria Safe-Zone probeerde hij Douglas Monroe tegen Rick op te zetten door hem te vertellen wat voor gruwelijke dingen Rick gedaan had om te overleven, maar Douglas luisterde hier niet naar. Tijdens het conflict met de Whisperers sloot hij zich bij Ricks leger aan. Terwijl hij vanuit een watertoren de wacht hield en een horde Whisperers en zombies zag naderen, probeerde hij uit de toren te klimmen en te vluchten, maar hij gleed uit en brak zijn been. Hierna arriveerde Beta die hem met een mes doodstak en zijn lichaam achterliet als voer voor de zombies. Later wordt zijn lichaam gevonden door Dwight.
- Chris 63-66: Leider van een groep kannibalen die zichzelf The Hunters noemen. Hij werd samen met de andere Hunters door Rick, Andrea, Michonne en Abraham vermoord.
- Aaron 67-193: Rekruteerder voor Alexandria. Hij had een relatie met Eric totdat die werd doodgeschoten. Tijdens het conflict met de Whisperers stuurde Rick hem achter een ontsnapte Negan aan. In het Whisperer-territorium werd hij neergestoken door Beta, maar hij werd gered door Michonne en Dwight. Na de oorlog kreeg hij een relatie met Jesus.
- Eric 68-118, 119: Rekruteerder voor Alexandria. Hij had een relatie met Aaron en werd doodgeschoten tijdens de oorlog tegen Negan.
- Heath 69-192: Goederenverzamelaar voor Alexandria. Hij heeft een relatie met Denise Cloyd en raakt tijdens de oorlog met de Saviors een been kwijt, maar krijgt later een kunstbeen.
- Scott 69-77: Goederenverzamelaar voor Alexandria. Hij raakte ernstig gewond bij een val en stierf enige tijd later aan zijn verwondingen.
- Tobin 69-81: Bouwvakker in Alexandria. Hij werd gedood door zombies toen de muren van Alexandria het begaven.
- Bruce 69-80: Bouwvakker in Alexandria. Hij werd gebeten door een zombie en later gedood door Abraham.
- Douglas Monroe 70-83: Leider van Alexandria. Hij werd gedood door zombies toen de muren van Alexandria het begaven.
- Regina Monroe 70-77: Vrouw van Douglas Monroe. Tijdens een conflict tussen Rick en Peter probeerde ze de boel te sussen. Peter haalde naar haar uit met een mes dat Regina raakte. Haar keel werd opengehaald en snel daarna stierf ze.
- Ron Anderson 70-83: Zoon van Peter en Jessie Anderson. Hij werd mishandeld door zijn vader en werd gedood door zombies toen de muren van Alexandria het begaven.
- Josh 70-144, 145: Bewoner van Alexandria en goede vriend van Carl. Tijdens het conflict met de Whisperers werd hij onthoofd. Zijn hoofd werd op een staak geplaatst en werd later gedood Carl.
- Olivia 70-144, 145: Bewoner van Alexandria en beheerder van de wapen- en goederenvoorraad. Tijdens het conflict met de Whisperers werd ze onthoofd. Haar hoofd werd op een staak geplaatst en werd later gedood door iemand van Ricks groep.
- Nicholas 71-125: Bewoner van Alexandria, vader van Mikey, echtgenoot van Paula. Hij stierf door een geïnfecteerd wapen tijdens de oorlog tegen de Saviors.
- Mikey 71-193: Zoon van Nicholas en Paula en een goede vriend van Carl.
- Denise Cloyd 71-121: Arts in Alexandria. Ze had een relatie met Heath, maar werd in haar arm gebeten door een gezombificeerde Holly, maar weigerde haar arm te laten amputeren omdat ze Heaths leven wilde redden toen hij zijn been verloor. Ze stierf later door infectie.
- Paula 72-163: Vrouw van Nicholas en moeder van Mikey. Ze werd gedood door de zombies die de Whisperers op de Alexandria Safe-Zone loslieten.
- Spencer Monroe 72-111: Zoon van Douglas en Regina Monroe. Toen Negan in Alexandria was, probeerde hij een deal te sluiten met Negan. Negan vond het laf en doodde hem met een mes.
- Peter Anderson 72-77: Arts in Alexandria. Toen Rick merkte dat hij zijn vrouw en zoon mishandelde, sloeg hij hem in elkaar. Peter werd kwaad en probeerde Rick te doden met een mes. In plaats van Rick, doodde hij per ongeluk Regina Monroe die de boel probeerde te sussen. Hij werd met toestemming van Douglas doodgeschoten door Rick.
- Jessie Anderson 72-83,85: Vrouw van Peter Anderson en moeder van Ron. Zij en haar zoon werden mishandeld door Peter. Na de dood van Peter kreeg ze een relatie met Rick. Ze werd gedood door zombies toen de muren van Alexandria het begaven.
- Holly 73-119,120: Bouwvakker in Alexandria. Ze kreeg een relatie met Abraham. Tijdens de oorlog tegen Negan werd ze gevangengenomen door de Saviors. Die doodden haar en lieten haar in een zombie veranderen. Ze brachten haar terug naar Alexandria waar ze een chaos aanrichtte en Denise beet. Ze werd doodgeschoten door Rick.
- Derek 75-78: Leider van een groep bandieten die Washington onveilig maakten. Hij werd samen met zijn handlangers doodgeschoten door Andrea en de bewoners van de Alexandria Safe-Zone toen ze de Safe-Zone met geweld probeerden binnen te dringen.
- Paul “Jesus” Monroe 91-?: Afgevaardigde van de Hilltop. Hoewel Rick hem in het begin niet vertrouwt, blijkt hij toch te vertrouwen te zijn. Samen met Rick, Dwight en Ezekiel plant hij de oorlog tegen Negan. Na het conflict met de Whisperers krijgt hij een relatie met Aaron.
- Kal 95-123: Bewaker in de Hilltop. Hij werd doodgeschoten door de Saviors tijdens de oorlog.
- Gregory 95-141: Leider van de Hilltop. Hij liet zich makkelijk chanteren door Negan. Toen Maggie arriveerde, en Gregory voor Negans kant koos, nam Maggie de leiding over. Na de oorlog probeerde hij haar te vergiftigen, maar slaagde hier niet in en werd als straf opgehangen.
- Harlan Carson 95-161: Arts in de Hilltop.
- Brianna 95-193: Bewoner van de Hilltop en goed bevriend met Maggie.
- Earl Sutton 95-193: Smid in de Hilltop. Leermeester van Carl.
- Dwight 98-186: Savior. Hij werkt Negan in het geheim tegen en wordt de nieuwe leider van de Saviors nadat Negan verslagen is. Later wil hij geen leider meer zijn, keert de Saviors de rug toe en vertrekt naar de Alexandria Safe-Zone. In de strijd tegen de Whisperers is hij een van de commandanten die de strijd aanvoert. Tijdens het bezoek aan de Commonwealth vergezelt hij Rick hierheen, maar wil al gauw een revolutie aanwakkeren. Hij probeert de leider Pamela Milton te doden, waarna Rick hem doodschiet om hem tegen te houden.
- Connor 99-113,114: Savior. Hij was aanwezig toen Negan de Alexandria Safe-Zone bezocht. Nadat er een gevecht uitbrak tussen de bewoners van Alexandria en de Safe-Zone, klom Connor in de klokkentoren van waaruit Andrea de Saviors beschoot. Er brak een gevecht tussen de twee uit, maar Andrea slaagde erin om Connor uit de toren te duwen, waarna hij stierf.
- Negan 100-174,193: Leider van de Saviors. Hij zorgt ervoor dat alle zombies in de omgeving gedood worden, maar eist daarvoor in ruil de helft van alle goederen van de koloniën. Negan is extreem sadistisch en zijn favoriete wapen is een met prikkeldraad omwikkelde honkbalknuppel die hij Lucille noemt. Met dit wapen doodt hij o.a. Glenn. Rick besluit om een oorlog tegen hem te beginnen. Tijdens de oorlog denkt hij dat Rick gedood is, maar door een list van Dwight blijkt hij nog in leven te zijn. Het loopt uit tot een gevecht en Negan wordt verslagen. Rick spaart zijn leven en laat hem opsluiten in een gevangenis. Vanuit zijn gevangenis heeft hij stiekem veel gesprekken met Carl en begint hem als een vriend te zien. Als Magna en haar groep hem ontdekken, vertelt hij dat hij gemarteld wordt en smeekt hij om vrijgelaten te worden. Magna gelooft hem niet en laat hem achter. Op een gegeven moment krijgt Negan de kans om te ontsnappen, maar laat aan Rick zien dat hij dat niet van plan was. Later wordt hij vrijgelaten door Brandon Rose en ontsnapt. Hij betreedt het terrein van de Whisperers en weet Alpha's vertrouwen te winnen. Dat vertrouwen verbreekt hij door haar te vermoorden. Vervolgens brengt hij het hoofd terug naar Rick. In ruil voor zijn diensten tijdens de oorlog tegen de Whisperers, is Rick bereid hem zijn vrijheid terug te geven. Hij vecht tegen de Whisperers, maar daarbij breekt zijn knuppel Lucille. Wanneer Beta na de oorlog een enorme groep zombies loslaat, redt hij meerdere keren Ricks leven en wendt hij een crisis met de Saviors af. Uiteindelijk verbant Rick hem. Terwijl hij een eenzaam bestaan leidt, wil Maggie hem doden, maar wanneer hij ziet hoe ellendig hij is, besluit ze om zijn leven te sparen.
- Carson 104-144, 145: Rechterhand van Negan en broer van Harlan Carson. Hij had in het geheim een hekel aan Negan en werd tijdens het conflict met de Whisperers onthoofd. Zijn hoofd werd op een staak geplaatst dat later gedood werd door Ricks mensen.
- Sherry 105-166,167: Vrouw van Dwight die wordt ingepikt door Negan. Na de val van Negan en het vertrek van Dwight wordt zij de nieuwe leider van The Sanctuary. Na de oorlog tegen de Whisperers komt ze in opstand tegen Rick. Rick probeert te onderhandelen, maar Sherry valt hem aan. Uit zelfverdediging duwt hij haar tegen een tafel waarbij ze haar nek breekt en sterft.
- Ezekiel 108-144, 145: Leider van The Kingdom en vroeger een dierenverzorger. Hij voerde samen met Rick, Jesus en Dwight een oorlog tegen Negan en kreeg een relatie met Michonne. Tijdens het conflict met de Whisperers werd hij onthoofd. Zijn hoofd werd op een staak geplaatst dat later door Andrea werd gedood.
- Shiva 108-118: Tijger die verzorgd werd door Ezekiel. Ze werd gedood toen ze Ezekiel probeerde te beschermen tegen zombies.
- Magna 127-193: Leider van een klein groepje overlevenden dat rondzwerft in de buurt van Washington. Nadat ze gered wordt door Jesus, wordt haar groep een plek in Alexandria aangeboden. Toch vertrouwt ze Rick niet helemaal. Later wordt onthuld dat ze een relatie met Yumiko heeft.
- Luke 127-144, 145: Maakte deel uit van Magna's groep en had stiekem een oogje op Magna. Tijdens het conflict met de Whisperers werd hij onthoofd. Zijn hoofd werd op een staak geplaatst dat later door Ricks mensen werd gedood.
- Yumiko 127-193: Lid van Magna's groep. Ze kan goed met pijl-en-boog overweg. Ze heeft een relatie met Magna.
- Kelly 127-181: Lid van Magna's groep. Ze heeft een relatie met Connie.
- Connie 127-191: Lid van Magna's groep. Ze heeft een relatie met Kelly. Tijdens het gevecht tegen de Whisperers wordt ze in haar hand gebeten, waarna Magna gedwongen is de hand te amputeren.
- Bernie 127: Lid van Magna's groep. Hij werd gedood door zombies.
- Siddiq 127-192: Bouwvakker in Alexandria. Hij had enige tijd een affaire met Rosita en hieruit is een kind verwekt. Dat kind stierf echter toen Rosita ook stierf.
- Annie 127-192: Bewoner van Alexandria.
- Hershel Greene Jr. 130-193: Zoon van Maggie en Glenn. In zijn latere leven bezit hij een circus met zombies.
- Dante 131-192: Bewoner van de Hilltop die een oogje op Maggie heeft. Terwijl hij een aantal vermiste bewakers zoekt wordt hij gevangengenomen door de Whisperers, maar wordt later weer vrijgelaten. Hij vergezelt Rick tijdens zijn confrontatie met Alpha. Later krijgt hij een relatie met Maggie.
- Brandon Rose 131-153: Bewoner van de Hilltop. Vlak na Carls aankomst viel Brandon Carl en Sophia aan. Carl sloeg terug en Brandon raakte bewusteloos. Zijn wrok jegens Rick en Carl werd nog groter toen zijn moeder gedood werd door de Whisperers en Rick zijn vader doodde, toen die hem aanviel. Uit wraak besloot hij Negan vrij te laten. Kort na de ontsnapping stak Negan hem dood met een mes.
- Alpha 132-156,157: De leider van de Whisperers en de moeder van Lydia. Nadat diverse Hilltop-bewoners in contact kwamen met de Whisperers en Lydia gevangengenomen werd, onderhandelde Alpha met Maggie om haar dochter vrij te krijgen, op voorwaarde dat beide partijen aan hun kant van de grens bleven. Totdat Carl deze belofte brak om achter Lydia aan te gaan. Vervolgens infiltreerde Alpha op een markt en doodde twaalf mensen van Ricks groep, onder wie Ezekiel en Rosita. De hoofden van deze mensen werden op staken geplaatst om de grens te markeren. Na zijn ontsnapping sloot Negan zich bij de Whisperers aan en won hij Alpha's vertrouwen. Dit vertrouwen misbruikte hij echter door haar keel door te snijden. Vervolgens onthoofdde Negan haar en bracht hij het hoofd naar Rick om zijn vertrouwen te winnen.
- Lydia 133-193: Whisperer die gevangen gehouden werd in de Hilltop en een relatie met Carl heeft. Als deel van een deal tussen Maggie en Alpha keert zij terug naar de Whisperers. Als Rick zijn zoon komt redden, neemt hij ook Lydia mee. Omdat mensen haar verantwoordelijk houden voor de aanval van Alpha, besluit Rick haar opnieuw naar de Hilltop te sturen. Wanneer de Whisperers de Hilltop aanvallen, keert ze zich definitief tegen de Whisperers. In haar latere leven trouwt ze met een man genaamd Conner.
- Morton Rose 135-150: Bewoner van de Hilltop. Nadat Carl zijn zoon ernstig mishandelde, deed hij mee met Gregory's plan om Maggie en Carl te vermoorden. Toen dit mislukte, werd hij geëxcuseerd. Na de dood van zijn vrouw vond hij dat Rick te weinig actie ondernam om wraak te nemen op de Whisperers, probeerde hij Rick te vermoorden. Rick doodde hem vervolgens uit zelfverdediging.
- Tammy Rose 135-144,145: Bewoner van de Hilltop die ook betrokken was bij het plan om Carl en Maggie te vermoorden. Later werd ze onthoofd door Alpha, waarna haar hoofd op een staak werd geplaatst.
- Pete 139-158: Visser die deel uitmaakt van Oceanside, een gemeenschap die zich ergens aan de kust bevindt.
- Vincent 146-192: Vader van Josh. Na de dood van zijn zoon vindt hij dat Rick te weinig actie onderneemt en maakt samen met Morton Rose een plan om Rick te intimideren en zo zijn onvrede te uiten. Nadat Morton echter doorslaat, trekt hij zich terug uit het plan. Nadat Rick Morton doodt, slaat hij met zijn vrouw op de vlucht, maar wordt later teruggehaald door Michonne. Rick excuseert hem.
- Laura 148-193: Savior. Wanneer Dwight de Saviors verlaat, gaat zij met hem mee.
- Stephanie 151-192: Overlevende uit The Commonwealth die via de radio contact heeft met Eugene. Later krijgt ze een relatie met hem. In het laatste deel van de strip wordt onthuld dat ze in de tijdsprong van ongeveer twintig jaar overleden is.
- Beta 154-173 : Whisperer, rechterhand van Alpha. Na Alpha's dood wordt hij de nieuwe leider van de Whisperers. Tijdens de oorlog weet hij te ontkomen en laat een horde zombies los op de Alexandria Safe-Zone. Later lokt hij met de laatste overgebleven Whisperers Jesus en Aaron in een hinderlaag, maar tijdens het gevecht wordt hij doodgeschoten door Aaron.
- William 157-182: Bewoner van The Kingdom die na de dood van Ezekiel de nieuwe leider wordt.
- Juanita "The Princess" Sanchez 171-193: Overlevende die zich bij de groep van Michonne aansluit op weg naar The Commonwealth.
- Lance Hornsby 175-192: Boekhouder in The Commonwealth.
- Pamela Milton 176-193: Leider van The Commonwealth. Tijdens Ricks bezoek blijkt hoe erg zij haar mensen onderdrukt. Het dreigt uit te lopen tot een burgeroorlog, maar Rick weet het tegen te houden en zet haar uit haar ambt.
- Elodie 176-193: Doodgewaande dochter van Michonne.
- Sebastian Milton 177-193: Zoon van Pamela Milton. Nadat Rick zijn moeder uit haar machtspositie zet, is hij woedend en besluit hij Rick 's nachts met een pistool op te zoeken. Tijdens de confrontatie schiet hij hem dood. Voor zijn daden wordt hij levenslang gevangengezet.
- Mercer 177-193: Hoofd van de beveiliging van The Commonwealth, die een relatie krijgt met Juanita Sanchez
- Kapoor 193: Sheriff die na de tijdsprong actief is in de gemeenschap
- Conner 193: Echtgenoot van Lydia
- Andrea Grimes 193: Dochter van Carl en Sophia

## Verwante producten
Door de grote populariteit van The Walking Dead is AMC in 2010 begonnen met het uitzenden van een gelijknamige serie. De serie heeft een afwijkende verhaallijn, maar heeft daarnaast ook veel overeenkomsten. In 2015 verscheen een spin-off op deze serie onder de naam Fear the Walking Dead. In 2020 kwam een tweede spin-off serie onder de naam The Walking Dead: World Beyond.
Daarnaast zijn er ook romans uitgebracht genaamd The Walking Dead: Rise of the Governor en The Walking Dead: The Road to Woodbury , geschreven door Kirkman zelf en Jay Bonansinga. Hierin wordt het verhaal verteld van Philip voorafgaand aan zijn gouverneurschap van Woodbury en het verhaal van Lilly op haar weg naar Woodbury. Inmiddels zijn er ook een derde en vierde deel verschenen. In deel drie, The Fall of the Governor wordt de Governor-verhaallijn uit de stripboeken opnieuw verteld vanuit het perspectief van de bewoners van Woodbury. Het vierde deel Descent gaat over hoe Lilly na de dood van de Governor de leider van Woodbury werd.
Z-man Games heeft in 2011 een bordspel uitgebracht, gebaseerd op de personages en de overlevingsstrategieën binnen de strip.
In 2012 bracht Telltale Games het episodische spel The Walking Dead uit. Het is een spin-off van de strips, het verhaal richt zich namelijk op andere hoofdpersonages en verhaallijnen. Toch duiken in het spel locaties en personages op die ook in de strips voorkomen. In december 2013 kwam een vervolg: The Walking Dead: Season Two.